# Gianni Schneider
Pour les articles homonymes, voir Schneider.
Gianni Schneider, né le 16 mars 1951 à Anet ou le 16 mars 1957 à Beringen, est un metteur en scène et dramaturge suisse.

## Biographie

### Origines et famille
Gianni John Schneider naît le 16 mars 1951, à Anet, dans le canton de Berne ou le 16 mars 1957 à Beringen, dans le canton de Schaffhouse,. Son père est Allemand ou Suisse allemand, d'extraction bourgeoise ; sa mère, Italienne, est femme de chambre de la famille du premier avant son mariage.
Il a deux frères et une sœur (décédée dans un accident bien avant les années 2000).

### Enfance et études
Il passe son adolescence à Neuchâtel. Plus tard, il effectue des études en lettres à l'Université de Lausanne.

### Parcours artistique
Il est assistant de Giorgio Strehler au Piccolo Teatro à Milan dans L'Avare en 1996 et Sempre risplende la luna[réf. nécessaire], de Matthias Langhoff dans Macbeth[réf. nécessaire] et de Maurice Béjartdans La Tour, Tod in Wien et Nijinsky, clown de Dieu[réf. nécessaire], puis dramaturge de Thomas Ostermeier en 2000 et 2001 dans La Mort de Danton de Büchner et Les Revenants d'Ibsen.
Durant les années 1990, lui et plusieurs metteurs en scène fondent le collectif Pull Off, montant des spectacles collectifs pour le Festival de la cité « Hôtel O » l'érotisme au théâtre et l'année suivante une création collective « Les 7 péchés capitaux », L'Envie de Christophe Gallaz (1999).
Avec la Compagnie de théâtre Gianni Schneider qu'il crée en octobre 1988, il signe une quarantaine de mises en scène dans des théâtres de Suisse romande, au théâtre de Vidy, T.K.M (Kléber-Meleau), L'Arsenic, le Théâtre 2.21, la Grange de Dorigny, le Pull Off, le CPO ou encore le théâtre du Jorat et à Genève Forum Meyrin, théâtre de Carouge, La Comédie et le théâtre du Grütli[réf. souhaitée].

### Parcours politique
Membre du Parti socialiste, il siège à partir de 1999, 2001 ou 2002 au Conseil communal (législatif) de Lausanne.

### Vie personnelle
Il vit dans le quartier de la Cité à Lausanne depuis 1984 et a conclu un partenariat enregistré en 2007.

## Mises en scène
- 2024 : Nachtland / Nocturne de Marius von Mayenburg, au Pulloff Théâtres[14],[15]
- 2023 : Le Major Davel, Opéra de Lausanne (musique Christian Favre, livret René Zahnd)[16] ;
- 2014 : La Pierre de Marius von Mayenburg, à la Grange de Dorigny[5]
- 2012 : La Résistible Ascension d'Arturo Ui de Bertolt Brecht, Théâtre de Vidy[17],[18] ;
- 2010 : Supermarket de Biljana Srbljanović, au Théâtre de Vidy[6] ;
- 2008 : Le moche de Marius von Mayenburg, au Théâtre de Vidy[19] ;
- 2006 : Lulu, d'après Frank Wedekind[20] ;
- 2004 : Les Trois Sœurs de Tchekhov, à la Grange de Dorigny[3] ;
- 2001 : Titus Andronicus de Shakespeare, au Théâtre de Valère (Sion)[21]et à l'Espace Moncor (Villars-sur-Glâne)[22] ;
- 2000 : Les Brigands de Schiller, à l'Arsenic[23] ;
- 1999 : La Vénus des lavabos de Pedro Almodóvar, à l'Espace Moncor (Villars-sur-Glâne)[24] ;
- 1998 : Ciment de Heiner Müller, au Théâtre de Neuchâtel[25] ;
- 1997 : Le Cercle de craie caucasien de Bertolt Brecht[26],[27],[28] ;
- 1997 : 34-35, montage de textes de Bertolt Brecht et Heiner Müller[29] ;
- 1995 : Jardin d'hiver de René Zahnd[30] ;
- 1992 : Sik-Sik le maître magie et Le haut-de-forme d'Eduardo de Filippo[31] ;
- 1989 : La Force de l'habitude (de) de Thomas Bernhard, au Théâtre de Neuchâtel[32].

## Récompenses et distinctions
- 1990 : Prix Jeunes Créateurs Théâtre de la Fondation vaudoise pour la culture et la création artistique[4].